# Søren Nielsen May
Søren Nielsen May (født i Helsingborg, død 16. september 1679 i Holbæk), også skrevet Søren Nielsen Maj, var en dansk præst, der var sognepræst og provst i Holbæk på Sjælland. Han var onkel til statsmanden Peder Griffenfeld.
Han var fra den daværende danske landsdel Skåne og var uddannet magister fra Københavns Universitet. I unge år havde han ry som skørtejæger; da en ny præst skulle udpeges i Hvidovre i 1629 blev May anbefalet af de teologiske professorer, men Sjællands biskop Hans Poulsen Resen "besværede sig for sin Samvittigheds Skyld" for at ordinere ham, da han skulle være "berygtet for noen Letfærdighed formedelst tvende Kvindfolk." May blev i stedet residerende kapellan i Holbæk i 1629, blev sognepræst der i 1633 og blev også provst i Merløse Herred i 1652. Han var mellem 1630 og 1633 også præceptor for Henrik Rosenkrantz til Arreskov. Efter 50 år som præst, fik han titlen jubellærer.
Han var gift med Catharina Motzfeldt (født 1616 i København, død 1676 i Holbæk), datter af vinhandler og stadskaptajn i København Peter Motzfeldt (1584–1650) og Maria von Heimbach, og som tilhørte en tysk adelig familie oprindeligt fra Westfalen. De havde i alt 20 børn, men mange døde unge. Svigersønnen, senere biskop i Christianssand Ludvig Stoud, var i unge år Mays kapellan i Holbæk. En anden svigersøn var sognepræst i Ølsted Herman Arentsen (1647–98), søn af den berømte topografisk-statistiske forfatter og rådmand i København Arent Berntsen. Søren Nielsen May har flere efterkommere i Norge, bl.a. barnebarnet, sognepræst i Kviteseid Otto Stoud, og barnebarnet Cathrine Medea May Arentsen (d. 1736), gift med sorenskriver i Øvre Telemark Peder Paus (1691–1759), samt oldebarnet, sorenskriver i Øvre Telemark Hans Paus (1721–1774).
Catharina Motzfelds søster Maria Molly Motzfeldt var mor til rigskansler og lensgreve Peder Griffenfeld, Danmark-Norges egentlige hersker i den tidlige del af 1670'erne, samt til admiralitetsråd og generalkrigskommissær Albert Gyldensparre. Søren Nielsen May var meget stolt af slægtskabet. Nevøen Griffenfeld gav ham en bøde på 20 rigsdaler for at have bedt for "det griffenfeldtske hus" i kirken efter bønnen for kongehuset.
Han fik i 1669 bygget gården der i dag hedder Søren Mays Gård i Klosterstræde 16 i Holbæk, og der stadig står. Den var hans private bopæl, mens han desuden havde en embedsbolig i Klosterstræde 18, hvor det gamle rådhus nu står. En af grundene til at han byggede et andet hjem ved siden af sin embedsbolig var hans store familie og husholdning. Fra 1919 har Søren Mays Gård været sæde for Holbæk Museum.